# Alcatel One Touch Pop C7
El Alcatel One Touch Pop C7 (7040A / 7040F / 7041X / 7040D / 7041D / 7040E) es un teléfono inteligente comercializado por Alcatel Mobile Phones, con sistema operativo Android 4.2.2 y pantalla táctil capacitiva, lanzado en abril de 2014. En 2015 le sustituye el Alcatel One Touch Pop C7+ que cuenta con el doble de memoria RAM, una cámara de 8 MP y acabado trasero de cuero.
Sin embargo, la información obtenida en webs no oficiales es contradictoria, pues se señalan configuraciones mixtas, como un 7040F con 512 MiB y cámara de 8 MP por lo que es posible que regionalmente se hayan ido comercializando versiones mejoradas del C7 antes del lanzamiento oficial del C7+.

## Características
- Lanzamiento: marzo de 2013
- Tarjeta SIM: Micro Sim (2FF) single o dual sim (depende del modelo)
- Antena: todas internas.
- Pantalla táctil: capacitativa TFT LCD de 5 pulgadas, capa oleofóbica, con capacidad Multitactil de 2 puntos.[4]
- Resolución de pantalla: FWVGA 480 x 854 píxeles y 24 bits (16777216 colores)
- Sistema operativo: Android 4.2.2 Jelly Bean
- Memoria:
- Memoria RAM de 512 MiB
- Memoria flash Interna de 4 GiB
- SoC: Mediatek MT6582M[5]
- Microprocesador:  ARM Cortex-A7 de 4 núcleos a 1.3 GHz
- Procesador gráfico: Mali-400
- Bandas:
  - 2G: GSM 850/900/1800/1900 MHz (cuatribanda)
  - 2G: UMTS 900/2100
  - 3G: HSDPA 850/900/2100
- Datos: GPRS, EDGE, HSPA+ (HSDPA/HSUPA) bajada de 21 Mbit/s, subida de 5,76 Mbit/s
- Cámara: de 5 megapixels con flash LED, zoom digital, detector de caras, detector de sonrisas, imágenes en HDR. Graba vídeo 720p (1280 x 720) a 30 fps. Codifica el vídeo en H.263, MPEG-4, H.264/MPEG-4 AVC. Capacidad de Streaming de video.
- Cámara frontal: 0,5 megapixels
- Multimedia: reproductor multimedia con soporte
  - Audio: AAC, AACplus, eAACplus, AMR, AMR NB, WAV, MP3, MIDI, APE
  - Vídeo H.263, MPEG-4, H.264/MPEG-4 AVC
  - Radio FM estéreo con RDS
- Sensores: GPS, acelerómetro, brújula digital, sensor de proximidad, luz.
- Conectividad: Wi-Fi 802.11b/g/n, modo módem Wi-Fi, micro-USB 2.0, Bluetooth 4.0, minijack audio de 3,5 mm, GPS, aGPS.
- Batería:  interna de Li-ion de 2000 o 1900 mAh
  - Tiempo de espera:
    - 2000 mAh: Hasta 650 horas (2G) / 600 horas (3G)
    - 1900 mAh: Hasta 630 horas (2G) / 580 horas (3G)

  - Tiempo de conversación: 
    - 2000 mAh: Hasta 13 horas (2G) / 9 horas (3G)
    - 1900 mAh: Hasta 12,5 horas (2G) / 8,5 horas (3G)

  - Tiempo de carga: Hasta 2,5 horas
  - Autonomía en modo música: Hasta 24 horas
- Formato: Pizarra o Slate
- Carcasa: en color rojo, rosa, turquesa, blanco o negro. En el frontal blanco, altavoz, pantalla táctil con tres botones táctiles estándar Android (MENU, HOME y BACK) debajo, y micrófono. En el lateral derecho tecla de control de volumen y de encendido/apagado. En la zona superior minijack de 3,5 mm para auriculares/manos libres, en la inferior puerto micro-USB 2.0. En la trasera cámara y flash en la superior, altavoz en la inferior. Abriendo la carcasa, acceso a la batería. Sobre ella una o dos ranuras de tarjeta microSIM y a la izquierda del flash LED ranura microSD.
- Tamaño: 141 mm (5,55 pulgadas) largo x 71,8 mm (2,83 pulgadas) ancho x 9,9 mm (0,39 pulgadas) alto
- Peso: 162 g (5,71 onzas)
- Tarjeta de memoria: microSD de hasta 32 GB
- Otras prestaciones: Voz HD, manos libres, Modo Vuelo, Vibrador.

## Conectividad
Este teléfono inteligente es compatible con puntos de acceso inalámbricos Wi-Fi y con banda ancha móvil HSDPA 21 Mbit/s de bajada y 5,76 Mbit/s de subida (3.5G y H+). Este dispositivo permite compartir la Conexión de Red, como Puntos de Acceso Wi-Fi o bien por medio del cable USB con el Ordenador.
También cuenta con Bluetooth 4.0 para usar un manos libres o escuchar música con auriculares inalámbricos. En su parte superior se encuentra una toma de auriculares estándar de 3.5 milímetros y en el inferior un puerto microUSB 2.0 que sirve para cargar la batería y sincronizar el terminal con un ordenador, además de GPS/AGPS.